# Сатуновский, Ян
Ян Сатуно́вский (полное имя — Яков Абрамович Сатуно́вский; 10 [23] февраля 1913, Екатеринослав — 12 августа 1982, Москва) — русский поэт, участник Великой Отечественной войны.

## Биография
Родился в Екатеринославе в еврейской семье. В начале 1930-х годов учился в Москве, в техникуме. Писал стихи с юных лет. Сблизился с поэтами-конструктивистами. В 1931 вернулся в Днепропетровск. В 1938 г. закончил Днепропетровский государственный университет (ДГУ) по специальности физическая химия. Во время учёбы вёл юмористический раздел в вечерней газете. С 1939 г. — в армии. Прошёл всю войну, был ранен. После демобилизации поселился в г. Электросталь Московской области. Работал инженером-химиком. В 1966 вышел на пенсию.
В конце 1950-х годов знакомится с лианозовцами, один из наиболее ярких представителей Второго поэтического авангарда. В СССР публиковались его детские стихи (при жизни вышло 14 книг). С середины 70-х годов печатался на Западе и в самиздате. В 1974 в 7 экземплярах напечатал своё «Избранное» в трёх томах.
Умер в Москве. Похоронен на Востряковском кладбище.

## Семья
- Брат — Пётр Абрамович Сатуновский (1919—2014), оператор «Мосфильма».
- Жена — Антонина Степановна Грекова (1914—1990).
- Дочери:
  - Виктория Сатуновская (род. 1941)
  - Елена Сатуновская (род. 1943)
- Троюродный брат — Лео Арнштам, режиссёр[4].

## Творчество
Почти все стихи Сатуновского пронумерованы и носят дату написания.
Его поэзия уравновешена в ритме и звуке, независимо от того, рифмуются стихи или нет. Отношение Сатуновского к советскому миру — например, к пустоте существования, к вынужденному исключению из культурной жизни — определено иронической дистанцией. Сатуновский резко выступает против предательства и лжи в среде писателей, но его юмор легко преодолевает искажения и трагизм мира, даже в ситуации отчаяния. Сила поэта проявляется в превосходстве даже над собственной смертью.

## Сочинения

### Сборники
- Хочу ли я посмертной славы… М., 1992.
- Рубленая проза. Собрание стихотворений. Сост. В. Казак, München, 1994.
- Среди бела дня. М.: ОГИ, 2001.
- Стихи и проза к стихам. — Сост. подг. текста и коммент. И. А. Ахметьева. —М.: Виртуальная галерея, 2012. — 816 с.; ил.; портр.; фото.; 1000 экз. — ISBN 978-5-98181-082-4

### Для детей
- Раз-два-три, М., Детская литература, 1967
- Малышам про малышей, М., Малыш, 1970
- У медведя во бору, М., Физкультура и спорт, 1971
- Сапожки для гусят, М., Малыш, 1972, 1974
- Что за кони! М., Малыш, 1972
- Доброе утро. М., Малыш, 1973
- От Нико до Сулико. М., Детская литература, 1973
- Шире круг. М., Физкультура и спорт, 1973
- Хоровод. М., Малыш, 1974
- Куда маток, туда и я. М., Детская литература, 1976
- Где загадка, там отгадка, М., Детская литература, 1978
- Лежебока. М., Малыш, 1981
- Беги, беги, дорожка, М., Детская литература, 1982
- Шире круг. М., Физкультура и спорт, 1984

### Статьи
- Ритмы считалки в стихах Маяковского // «Русская речь», 1968, № 4
- Рифма-нерифма в детской поэзии // «Детская литература», 1971, № 2